# Сондерс, Стивен
Сти́вен Со́ндерс (англ. Steven Saunders; 30 марта 1991, Глазго, Шотландия) — шотландский футболист. Левый защитник клуба «Партик Тисл». Выступал за сборную Шотландии.

## Клубная карьера
Карьеру футболиста Стивен начал в шотландском клубе «Мотеруэлл», с которым подписал свой первый профессиональный контракт 1 июля 2008 года.
Дебют Сондерса в первой команде «сталеваров» состоялся 29 ноября этого же года в матче своей команды против «Абердина». После поединка главный тренер «Мотеруэлла», Марк Макги, поделился с журналистами впечатлениями от игры Стивена, сказав, что он «очень доволен действиями на поле этого молодого футболиста». Две следующие игры, с «Килмарноком» и «Гамильтон Академикал», Стивен выходил в стартовом составе «сталеваров» на позиции правого защитника и вновь удостоился от Макги лестных слов за свою игру.
Тем не менее остаток этого футбольного года Сондерс провёл в дублирующей команде «Мотеруэлла».
В сезоне 2009/10 с приходом на пост наставника «сталеваров» Джимма Гэннона Стивен вернулся в первую команду клуба. Новый главный тренер «Мотеруэлла» перевёл Сондерса с привычного ему правого фланга защиты в центр обороны, где талант молодого игрока заблистал новыми гранями, и он смог без проблем завоевать место в основном составе. 24 апреля 2010 года, поразив ворота «Харт оф Мидлотиан», Стивен открыл счёт своим голам за «сталеваров». 29 августа того же года Сондерс был впервые в карьере удалён с поля — случилось это в поединке с «Селтиком».
10 августа 2011 года в матче за молодёжную сборную Шотландии защитник получил тяжёлую травму — разрыв ахиллова сухожилия. По предварительным заключениям врачей лечение игрока должно было занять шесть месяцев. Первый поединок после восстановления Сондерс провёл 8 апреля 2012 года, выйдя на замену в игре с «Хибернианом».

### Клубная статистика
| Клуб                 | Сезон                | Чемпионат | Чемпионат | Кубок | Кубок | Кубок Лиги | Кубок Лиги | Еврокубки | Еврокубки | Итого | Итого |
| Клуб                 | Сезон                | Игры      | Голы      | Игры  | Голы  | Игры       | Голы       | Игры      | Голы      | Игры  | Голы  |
| -------------------- | -------------------- | --------- | --------- | ----- | ----- | ---------- | ---------- | --------- | --------- | ----- | ----- |
| Мотеруэлл            | 2008/09              | 3         | 0         | —     | —     | —          | —          | —         | —         | 3     | 0     |
| Мотеруэлл            | 2009/10              | 25        | 1         | 1     | 0     | 2          | 0          | 4         | 0         | 32    | 1     |
| Мотеруэлл            | 2010/11              | 25        | 1         | 2     | 0     | 3          | 0          | 6         | 0         | 36    | 1     |
| Мотеруэлл            | 2011/12              | 2         | 0         | —     | —     | —          | —          | —         | —         | 2     | 0     |
| Мотеруэлл            | 2012/13              | 1         | 0         | —     | —     | —          | —          | —         | —         | 1     | 0     |
| Всего за «Мотеруэлл» | Всего за «Мотеруэлл» | 56        | 2         | 3     | 0     | 5          | 0          | 10        | 0         | 74    | 2     |
| Всего за карьеру     | Всего за карьеру     | 56        | 2         | 3     | 0     | 5          | 0          | 10        | 0         | 74    | 2     |

(откорректировано по состоянию на 9 марта 2013)

## Сборная Шотландии
С 2009 года по 2010 год Сондерс призывался под знамёна сборной Шотландии (до 19 лет), в составе которой провёл две игры.
12 августа 2010 года 19-летний Стивен дебютировал в молодёжной национальной команде в поединке против сверстников из Швеции. 16 ноября того же года Сондерс впервые примерил футболку первой сборной страны. Случилось это в товарищеском матче с командой Фарерских островов.

### Матчи и голы за сборную Шотландии
| № | Дата           | Место                          | Оппонент          | Счёт | Голы | Соревнование      |
| 1 | 16 ноября 2010 | «Питтодри», Абердин, Шотландия | Фарерские острова | 3:0  | —    | Товарищеский матч |

Итого: 1 матч / 0 голов; 1 победа, 0 ничьих, 0 поражений.
(откорректировано по состоянию на 16 ноября 2010)

### Сводная статистика игр/голов за сборную
| Сборная          | Год              | Отборочные матчи ЧМ | Отборочные матчи ЧМ | Финальные матчи ЧМ | Финальные матчи ЧМ | Отборочные матчи ЧЕ | Отборочные матчи ЧЕ | Финальные матчи ЧЕ | Финальные матчи ЧЕ | Товарищеские матчи | Товарищеские матчи | Итого | Итого |
| Сборная          | Год              | Игры                | Голы                | Игры               | Голы               | Игры                | Голы                | Игры               | Голы               | Игры               | Голы               | Игры  | Голы  |
| ---------------- | ---------------- | ------------------- | ------------------- | ------------------ | ------------------ | ------------------- | ------------------- | ------------------ | ------------------ | ------------------ | ------------------ | ----- | ----- |
| Шотландия        | 2010             | —                   | —                   | —                  | —                  | —                   | —                   | —                  | —                  | 1                  | 0                  | 1     | 0     |
| Всего за карьеру | Всего за карьеру | 0                   | 0                   | 0                  | 0                  | 0                   | 0                   | 0                  | 0                  | 1                  | 0                  | 1     | 0     |

(откорректировано по состоянию на 16 ноября 2010)

## Достижения
«Мотеруэлл»
- Финалист Кубка Шотландии: 2010/11